# Ремненіг

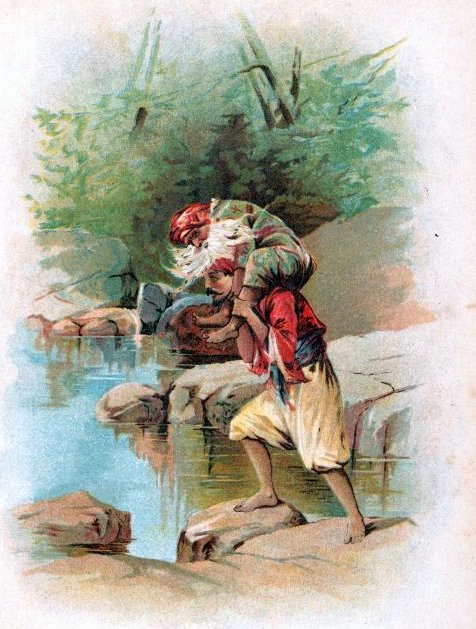
Ремненіг обплутав Синдабада

Ремненіг — нечистий дух, персонаж арабського та перського фольклору. Різновид гуля; уявлявся у вигляді немічного старого, який просить подорожніх перенести його в інше місце (зазвичай до води, щоб напитися), а коли нещасливий мандрівник садить старого до себе на плечі, той обплітає його шию гнучкими ногами, змушуючи виконувати свої примхи, по суті паразитуючи доти, поки жертва від безсілля не падає замертво. 
Ходити ремненіг не вміє, хоча його ноги й дуже сильні та гнучкі, що дозволяють задушити людину. Є випадки, коли вдавалося перехитрити та навіть знищити злого духа; Сіндбад-мореплавець був полонений ремненогом у п'ятій подорожі, але зміг позбутися нього, напоївши виноградним соком, а після того, як старий послабив хватку, Сіндбад скинув його з плечей та розбив голову каменем.
Крім казки про Сіндбада з Тисяча й однієї ночі, ремненіг зустрічається в іранському епосі Шахнаме та в казці Нізамі Гянджеві, що входить до збірки П'ять поем 
Крім того, ремненіг може вживатися і як метафора, що означає наполегливу, безкомпромісну та невідступну людину.